# Plegmapterus sinuosus
Plegmapterus sinuosus är en insektsart som först beskrevs av Martínez y Fernández-castillo 1898.  Plegmapterus sinuosus ingår i släktet Plegmapterus och familjen gräshoppor. Inga underarter finns listade i Catalogue of Life.